# 青岛消防博物馆
青岛消防博物馆位於中华人民共和国山东省青岛市市南区东部的青岛市公安消防指挥中心大楼，是中国首家以“消防”为主题的主题博物馆（国家三级博物馆），主要记录了青岛市百年消防历史。

## 背景
青岛自建置以来极富消防宣传的传统。从二十世纪三十年代的民国时期起，市警察局、消防队即利用防火演讲、印发防火标语传单和游行的方式进行防火宣传。进入共产党统治时期，市消防队和保险公司、工商联于1952年11月联合举办消防大演习，当时观众即达四万余人。另外，青岛市还是中国最早开展“119消防宣传日”活动的城市之一。

## 主题
全馆以“消防红”为底色，以消防车和消火栓的外形变化为基本造型和装饰。各展厅间的隔断全部按照消防车的外形变化设计制作；装修装饰用的螺帽、边条、铆钉等细节，也全部采用消火栓、防爆灯、消防斧、消防梯等消防特有的标志物，以达到渲染和烘托博物馆“消防”的主题的目的。

## 展厅
目前已建成开放的是面积600平方米的一期工程，由序厅、百年消防展厅、英烈厅和音像展厅等4部分组成。各展厅共展出青岛自1901年以来的消防器材实物和历史文献60余件、套，历史资料照片260余幅，较完整详实地记录了青岛自德占、日占、北洋军阀统治、国民政府至中华人民共和国时期的百年消防历史。

## 特色

### 模拟逃生体验区
该主题区利用计算机程序，控制制造出声、光、电、动、烟、热效果，营造出逼真的公共娱乐场所火灾场景。

### 黄岛油库大火复原体验区
该主题区运用先进的设备技术等现代展示手段，配合复制出黄岛油库虚拟全景，重现了1989年8月12日上午黄岛油库遭雷击起火爆炸事故时的灭火抢险场景。 

## 开放时间
- 每天9:00至16:00开放
- 全年开放